# Knappensee (Wackersdorf)
Der Knappensee liegt im Gebiet der Verwaltungsgemeinschaft Wackersdorf im Landkreis Schwandorf in der Oberpfalz in Bayern. Nördlich des Sees befindet sich die Gemeinde Wackersdorf und südöstlich die Gemeinde Steinberg am See. Die Lage vom Knappensee ist durch einen Damm vom südlicheren Steinberger See getrennt.

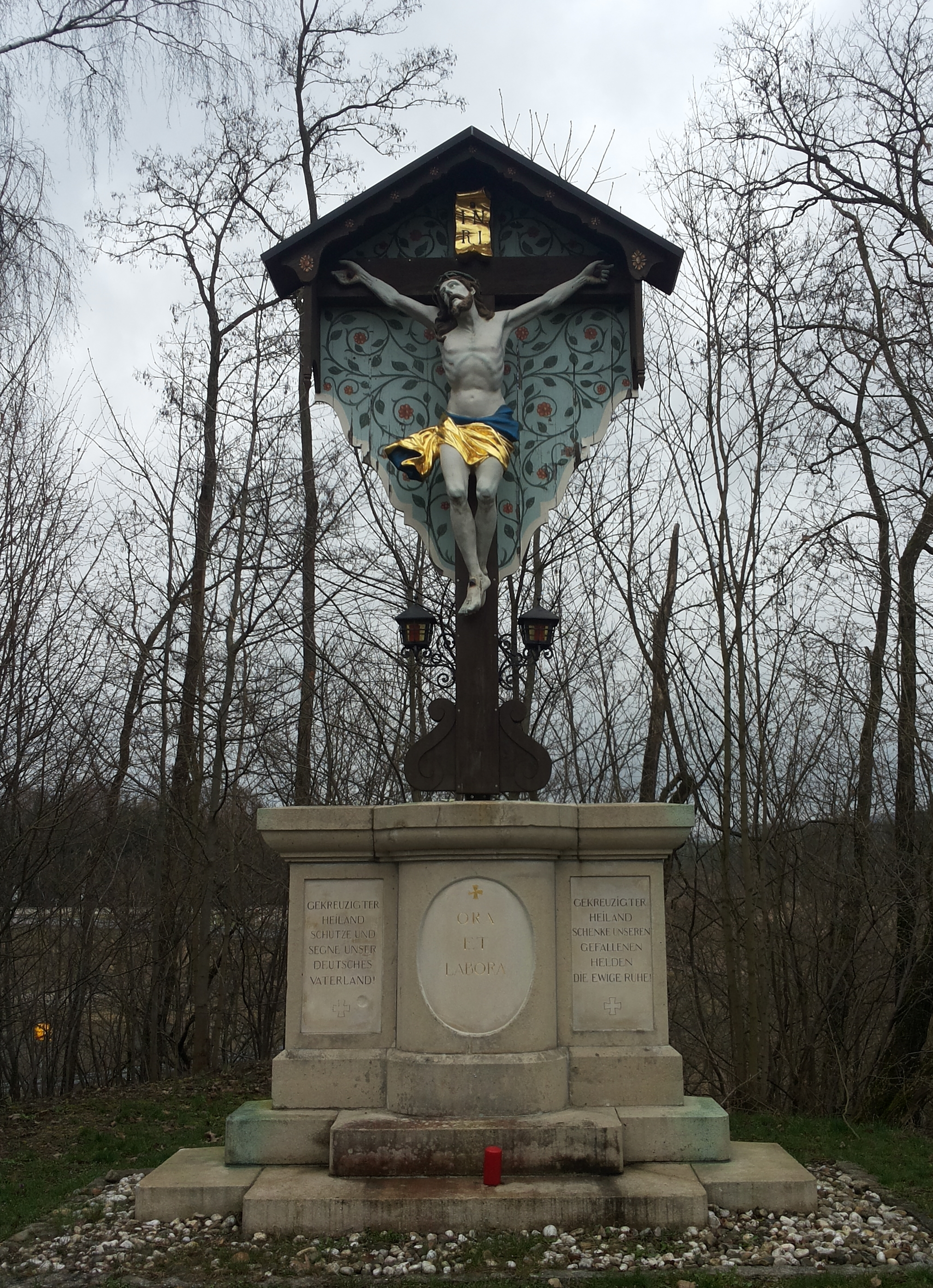
Grubenkreuzbaudenkmal: Holzkruzifix mit Steinsockel

Am See befindet sich ein Grubenkreuzbaudenkmal Holzkruzifix mit Steinsockel (D-3-76-175-3).

## Entstehung
Die Entstehung geht auf den in den 1980er Jahren eingestellten dortigen Braunkohleabbau der Bayerischen Braunkohlenindustrie zurück. 1981 wurde mit der Flutung der Grube begonnen, woraus der See mit einer durchschnittlichen Tiefe von 5 Metern entstand (tiefste Stelle: 6,5 Meter).
Die Namensgebung für den See dürfte auf das Knappschaftswesen bzw. auf die bergmännischen Knappen des Tagebaus zurückgehen, durch deren Tätigkeit der See nach Beendigung des Abbaus entstand.

## Tourismus
Um den Knappensee wurde der Seerundweg Knappensee angelegt, der seit 2012 die touristischen Bemühungen in der Region mittels Wander- und Radweg-Angebot mit einer Streckenlänge von 3900 Metern unterstützen soll. Zu zwei Dritteln verläuft der Seerundweg auf dem Gebiet der Gemeinde Wackersdorf. An der Südseite steht ein Parkplatz für PKW zur Verfügung.
Am See ist das Angeln bis max. 5 Fische/Tag nur mit Fischereischein und örtlicher Tageskarte erlaubt.

## Wasserqualität
Der See wird in seiner Qualität mittels im nördlichen Drittel befindlicher Messstelle vom Wasserwirtschaftsamt Weiden in der Oberpfalz überprüft. Die Messwerte sind vom Bayerischen Landesamt für Umwelt erhältlich. Das Seewasser war nach der Flutung des Tagebaus stark sauer (pH-Wert im Jahr 1998: 3,6); inzwischen habe sich dies wider Erwarten geändert, da der pH-Wert nunmehr bei 6,8 liegen soll.